# Gary Lux
Gerhard "Gary" Lux (født d. 26. januar 1959) er en østrigsk sanger, som repræsenterede Østrig ved Eurovision Song Contest to gange som solist, én gang som medlem af bandet Westend, og hele tre gange som korsanger. Gary Lux er oprindeligt fra Canada, men flyttede med sine forældre tilbage til Østrig i en ung alder. 

## Gary Lux ved Eurovision Song Contest
- 1983 – Gary Lux var medlem af gruppen Westend der optrådte med sangen "Hurricane". De fik en 9. plads ud af 20 deltagende lande.
- 1984 – Gary Lux var korsanger for Anita Spanner, der optrådte med sangen "Einfach weg". De kom sidst ud af 19 deltagende lande.
- 1985 – Gary Lux optrådte som solist med sangen "Kinder dieser Welt". Han fik en 8. plads ud af 19 deltagende lande.
- 1987 – Gary Lux optrådte som solist med sangen "Nur noch Gefühl". Han fik en 20. plads ud af 22 deltagende lande.
- 1993 – Gary Lux var korsanger for Tony Wegas, der optrådte med sangen "Maria Magdalena". De fik en 14. plads ud af 25 deltagende lande.
- 1995 – Gary Lux var korsanger og keyboardspiller for Stella Jones, der optrådte med sangen "Die Welt dreht sich verkehrt". De fik en 13. plads ud af 23 deltagende lande.